# مهدي حرب (لاعب كرة قدم)
مهدي حرب هو لاعب كرة قدم تونسي، ولد في 23 أغسطس 1979 في Ariana ‏. لعب مع الأولمبي الباجي والجمعية الرياضية بأريانة ونادي الفحيحيل.

## وصلات خارجية
- مهدي حرب على موقع قاعدة بيانات كرة القدم.إي يو (الإنجليزية)
- مهدي حرب على موقع Soccerway.com (الإنجليزية)